# Geert Wilders
Geert Wilders (Venlo, 6 settembre 1963) è un politico olandese, fondatore e leader del Partito per la Libertà.
Wilders è conosciuto come un feroce critico dell'Islam e dell'immigrazione. Descrive l'Islam come una "ideologia fascista" e sostiene la messa al bando del Corano e delle moschee nei discorsi e nei manifesti del partito del PVV. Wilders vuole anche fermare completamente l'immigrazione dai paesi prevalentemente islamici e togliere il diritto di voto agli olandesi con doppia nazionalità. Sostiene anche una "Nexit", un allontanamento dall'Unione europea e dalla zona euro.

## Biografia e politica
Nato a Venlo da una famiglia cattolica (padre olandese, madre indonesiana), è poi diventato agnostico, ma considera cristiani ed ebrei come amici ed alleati.
È stato membro della Tweede Kamer (Camera dei Deputati) dal 1998, prima per il Partito Popolare per la Libertà e la Democrazia (VVD) e, dal 2006, per il Partito per la Libertà (PVV), da lui fondato e di cui è il leader politico. Benché venga spesso definito "populista di destra", il suo modello, come riferito da lui stesso, più che i partiti ultranazionalisti fondati da Jean-Marie Le Pen o da Jörg Haider, segue la linea politica di Margaret Thatcher (anche se non così accanitamente neoliberista, visto che il partito recentemente ha accantonato posizioni troppo antistataliste), oltre che quella di Pim Fortuyn; è intervenuto, invitato, ad un congresso della Lega Nord e ha collaborato con populisti anti-UE come Marine Le Pen e Nigel Farage.
Di formazione laica e liberale, si dichiara antifascista, filosemita, antislamista (ha affermato di "odiare l'Islam, non gli islamici" ricevendo accuse di islamofobia), anticomunista e anti-totalitario. Nonostante ciò, nel dicembre 2008, l'ottavo studio di “Monitoraggio di Razzismo ed Estremismo” condotto dalla Fondazione Anna Frank, che si occupa tali materie, e dall'Università di Leida hanno dichiarato che il partito di Wilders può essere considerato di estrema destra, seppur con molti "se e ma".
Sull'Islam ha detto che:
Sebbene apparentato a volte all'estrema destra, Wilders è personalmente avverso al neonazismo e alle ideologie ad esso collegate come il potere bianco (poiché spesso antidemocratiche e antisemite), nonostante sia stato tacciato di promuovere il "nativismo" olandese e indirettamente il nazionalismo bianco degli europei.
Sue personalità culturali di riferimento sono Theo van Gogh (regista assassinato da Mohammed Bouyeri, un estremista islamico) e la giornalista e scrittrice italiana Oriana Fallaci, che definisce il suo "idolo"; ha collaborato per un certo periodo con l'ex musulmana e attivista di origini somale per i diritti delle donne Ayaan Hirsi Ali.
In politica estera sostiene fortemente lo Stato d'Israele, è vicino al Likud di Benjamin Netanyahu e si considera un sionista convinto, oltre ad essere un euroscettico, favorevole all'uscita dei Paesi Bassi perlomeno dall'Euro. 

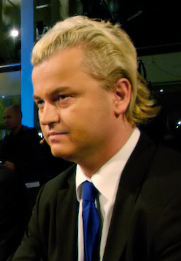
Geert Wilders (2006)

Wilders è favorevole a limitare l'immigrazione, specie dai paesi islamici e sostiene la libertà di espressione. Contrario all'islamizzazione, ha cercato di bandire il Corano dai Paesi Bassi giudicandolo in conflitto con le leggi del paese, paragonandolo al Mein Kampf di Adolf Hitler. Alcune sue affermazioni hanno dato origine a procedimenti giudiziari. Nel 2010 il partito di Wilders diventa il terzo partito olandese. L'11 settembre 2010 ha tenuto anche un discorso politico a Ground Zero (New York).
In seguito, nel 2010, decise di appoggiare una nuova coalizione di centrodestra capeggiata dal liberalconservatore Mark Rutte, spuntando da quest'ultimo, in cambio del suo sostegno, importanti richieste tra cui:
- la riduzione del numero degli immigrati;
- tagli alla spesa pubblica per 18 miliardi di euro, oltre all'innalzamento dell'età pensionabile da 65 a 66 anni;
- pene più severe per i crimini contro gli ebrei e le persone LGBT, compiuti a suo dire in maggioranza da musulmani;
- protezione delle leggi liberali olandesi su matrimoni gay, prostituzione legale, eutanasia, politica in materia di stupefacenti, con però la proposta che i coffee-shop dovrebbero trovarsi ad almeno 1 km dalle scuole frequentate da minorenni[8];
- nel suo programma era presente anche la richiesta di un welfare incentrato sui cittadini poveri e gli anziani, il divieto di utilizzare il burqa e altri indumenti musulmani femminili che non consentono l'identificazione (come il niqab) in ogni luogo pubblico e il "permesso ristretto" di indossare invece hijab e chador (tipi di velo islamico che non coprono il volto ma solo la testa e/o parte del corpo) in alcuni luoghi pubblici, concesso solo alle donne islamiche che paghino per questo una tassa di 1000 euro annui e ottengano l'autorizzazione.

Ha proposto anche di vietare la macellazione islamica (giudicata crudele verso gli animali come d'altronde, nei Paesi Bassi, esistono già limitazioni per la macellazione kosher ebraica), di espellere gli immigrati che delinquono, introdurre la detenzione amministrativa in stile israeliano contro i sospetti terroristi islamici e privare della cittadinanza gli immigrati di seconda generazione che compiono crimini in nome dell'Islam.
Inoltre sostiene che i Paesi Bassi dovrebbero supportare i boeri di lingua afrikaner (discendenti dai coloni bianchi olandesi) che in Sudafrica subiscono violenze e vessazioni razziali da alcuni membri o frange politiche della maggioranza nera dopo la fine dell'apartheid, anche concedendo loro la cittadinanza olandese e la possibilità di rientro.
Il 21 aprile 2012 il Partito per la Libertà ritira tuttavia il sostegno al governo di Rutte, portando il paese ad elezioni anticipate nel settembre dello stesso anno, dalle quali il PVV esce fortemente ridimensionato.
Riceve ingenti finanziamenti dal miliardario americano di estrema destra Robert Shillman attraverso la Fondazione Horowitz.

## Procedimenti giudiziari
Nel 2016 Wilders viene condannato per insulto e incitamento alla discriminazione, a causa di un discorso contro i marocchini durante un comizio del 2014 e conseguenti cori xenofobi in risposta da parte di alcuni suoi sostenitori. In precedenza (2011) era stato invece assolto per le sue affermazioni sul Corano e i musulmani, tra cui la sua volontà di proibire il libro, paragonando Islam e nazismo e la frase in cui disse di volere "un'Olanda per Henk e Ingrid, non per Ahmed e Fatima". Queste frasi furono ritenute mere espressioni di dissenso, considerate legali.

## Il documentarioFitna
Ha realizzato anche un film, un cortometraggio di nome Fitna, il cui intento è denunciare il fondamentalismo islamico con l'intento di equipararlo all'islam moderato, in quanto secondo Wilders «un musulmano moderato non può essere un vero Musulmano».
In particolare, cita parti del Corano in cui, per esempio, si inneggia a «terrorizzare il nemico di Dio e vostro» (Sūra 8, versetto 60), discorsi di imam che incitano al massacro di ebrei e "infedeli", e mostra immagini di impiccagioni, decapitazioni e vittime di linciaggi e di attentati terroristici (eventi riconducibili al jihādismo). Il film è stato pubblicato il 27 marzo 2008 sul sito internet Liveleak. Il giorno seguente Liveleak ha rimosso il film dai suoi server per motivi di sicurezza. Il film è stato successivamente ripubblicato il 30 marzo 2008 e poi ritirato dal suo stesso autore per operare dei tagli. In particolare furono tagliate delle vignette antislamiche, ufficialmente per motivi di diritti d'autore.
Il film è comunque reperibile in rete e visibile ad esempio su YouTube, in versione integrale e originale (quella caricata su Liveleak).

## Vita privata

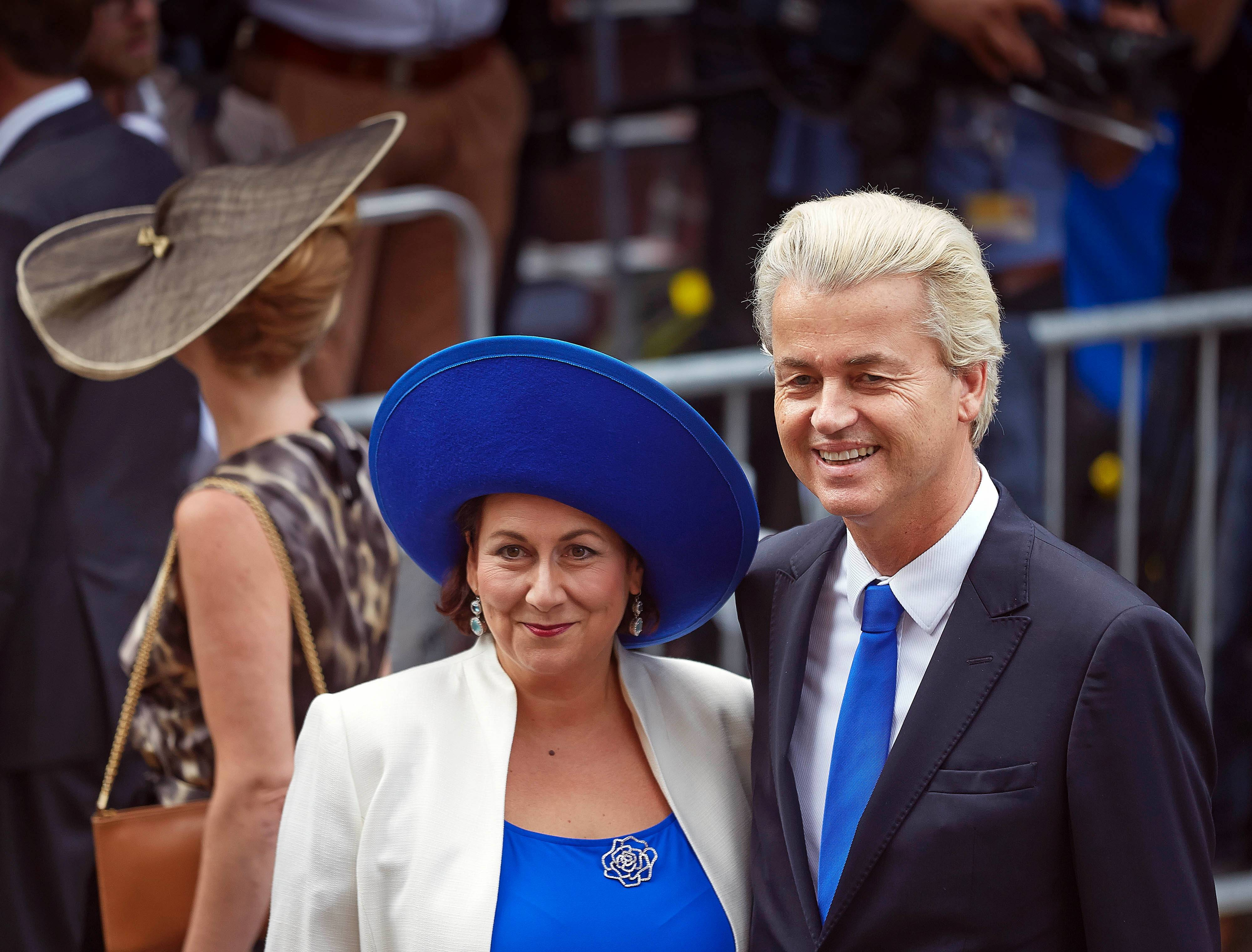
Krisztina e Geert Wilders al Prinsjesdag nel 2014

È sposato con Krisztina Marfai dal 1992.
Wilders si è tinto i capelli almeno dalla metà degli anni novanta, quando si faceva tagliare i capelli in un negozio di barbiere vicino alla stazione centrale di Utrecht (in seguito, non è più andato là per problemi di sicurezza). Wilders ha acquisito soprannomi come "Mozart" e "Captain Peroxide" a causa della sua sgargiante acconciatura biondo platino. Radio Paesi Bassi lo definisce "il biondo candeggina più famoso dai tempi di Marilyn Monroe".

## Premi e riconoscimenti
Il 19 febbraio del 2009 gli viene assegnato il Premio Oriana Fallaci con la seguente motivazione: "per la sua attività politica, per il coraggio e la qualità artistica del film da lui prodotto, Fitna".